# Лаявож
Лаявож — река в России, течет по территории Ненецкого автономного округа. Устье реки находится в 244 км по правому берегу реки Лая. Длина реки составляет 65 км.
Вытекает из озера на высоте 169 метров над уровнем моря у северо-западной окраины возвышенности Лаямусюр. Впадает в Лаю на высоте 67 м над уровнем моря.

## Данные водного реестра
По данным государственного водного реестра России относится к Двинско-Печорскому бассейновому округу, водохозяйственный участок реки — Печора от впадения реки Уса до водомерного поста Усть-Цильма, речной подбассейн реки — бассейны притоков Печоры ниже впадения Усы. Речной бассейн реки — Печора.
Код объекта в государственном водном реестре — 03050300112103000073447.